# Marco Gradenigo (patriarca di Aquileia)
Marco Gradenigo (Venezia, 14 ottobre 1589 – Venezia, 16 febbraio 1656) è stato un patriarca cattolico italiano, patriarca di Aquileia dal 1629 fino alla morte.

## Biografia
Marco fu il terzogenito di Gian Giacomo e di Maria Zen ed apparteneva ad una famiglia della nobiltà minore di Venezia, in quel momento non particolarmente potente né ricca. Fu proprio il genitore che, tramite la professione della avvocatura, riuscì ad accrescere la rilevanza politica ed economica del casato.
Dopo una serie di incarichi pubblici di minore importanza, Marco Gradenigo nel marzo 1627 fu nominato duca di Candia dal Maggior Consiglio. Raggiunta l'isola l'anno successivo, si impegnò attivamente per ristabilire una efficiente ed affidabile amministrazione giudiziaria su tutta l'isola di Creta. A quel tempo la piccola nobiltà locale spadroneggiava senza alcun timore, costringendo non di rado sia la popolazione rurale che quella cittadina ad abbandonare le proprie case per scampare dai suprusi. Viene ricordata la punizione inflitta al nobile Zorzi da Ca' Fradello, che Gradenigo fece arrestare, processare e condannare con tutta la schiera dei suoi sanguinolenti bravi; questo avvenimento fece guadagnare ampio consenso al governo di Venezia tra i sudditi cretesi.
Negli ultimi mesi del 1628, mentre si trovava malato a Candia, gli fu comunicato che il patriarca di Aquileia Agostino Gradenigo, lo aveva nominato coadiutore del patriarca con diritto di successione. La nomina fu rese ufficiale il 13 settembre 1629, quando ormai il patriarca Agostino era già agonizzante; sarebbe deceduto il 25 settembre successivo.
La nomina di Marco al soglio patriarcale, confermata dalla Santa Sede, fu una grande vittoria politica della Serenissima Repubblica di Venezia, perché permetteva ad un esponente della sua nobiltà non solo di avere il controllo (non solo ecclesiastico) su un'area di importanza strategica per Venezia, ma il patriarca aveva giurisdizione ecclesiastica su zone che appartenevano all'impero (tra le quali Gradisca e Gorizia). Fu una vittoria anche per il padre di Marco, il quale, grazie ad una lontana parentela con il patriarca Agostino e soprattutto grazie a vari maneggi, riuscì a far aggiudicare ad un membro del ramo familiare dei Gradenigo del ramo in rio Marin una delle cariche ecclesiastiche più importanti e remunerate della repubblica e, quindi, a far entrare la famiglia nel novero di quelle principali di Venezia. Il grande sconfitto fu l'imperatore Ferdinando II d'Asburgo, il quale fin dai tempi dell'elezione del patriarca Agostino nel 1627 sosteneva che la nomina dovesse spettare a lui.
Al momento della nomina Marco era ancora laico; per tal motivo il suo insediamento fu ritardato fino al momento dell'ordinazione, perché il papa Urbano VIII, preoccupato di non esasperare i rapporti con l'imperatore, proprio allora impegnato nella guerra dei trent'anni, non permise la conferma del nuovo patriarca senza che questi portasse l'abito talare.
Ottenuto il pallio il 14 marzo 1633, il 5 maggio successivo Marco Gradenigo si insediò come patriarca con una solenne cerimonia nel duomo di Udine.
Marco Gradenigo morì a Venezia il 16 febbraio 1656, senza aver mai potuto visitare Aquileia o altra parte della diocesi in terra tedesca.

## Genealogia episcopale
La genealogia episcopale è:
- Cardinale Guillaume d'Estouteville, O.S.B.Clun.
- Papa Sisto IV
- Papa Giulio II
- Cardinale Raffaele Riario
- Papa Leone X
- Papa Paolo III
- Cardinale Francesco Pisani
- Cardinale Alfonso Gesualdo
- Papa Clemente VIII
- Cardinale Pietro Aldobrandini
- Cardinale Laudivio Zacchia
- Cardinale Antonio Barberini, O.F.M.Cap.
- Patriarca Marco Gradenigo